# リカルト・クライチェク
リカルト・ペテル・スタニスラフ・クライチェク（Richard Peter Stanislav Krajicek チェコ語:  Richard Peter Stanislav Krajíček, 1971年12月6日 - ）は、オランダ・ロッテルダム出身の元男子プロテニス選手。1996年ウィンブルドン選手権男子シングルス優勝者である。シングルス自己最高ランキングは4位。ATPツアーでシングルス17勝、ダブルス3勝を挙げた。強力な弾丸サーブを最大の武器にする“ビッグ・サーバー”タイプの選手として知られる。妹のミハエラ・クライチェクもプロテニス選手である。

## 選手経歴
4歳からテニスを始める。彼は12歳の時に、バックハンド・ストロークを両手打ちから片手に変え、1989年にプロ入りした。1991年4月に香港オープンでツアー初優勝。クライチェクの最初の活躍は、1992年全豪オープンの男子シングルス・男子ダブルスベスト4進出であった。男子ダブルスは同じオランダのヤン・シーメリンクと組み、準決勝でウッディーズ組と対戦した試合中に、右肩を痛めて6-4, 1-3のスコアで途中棄権したため、シングルス準決勝のジム・クーリエ戦に出場できなくなった。1993年全仏オープンで2度目の4大大会準決勝に進出した時は、クーリエに1-6, 7-6, 5-7, 2-6で敗れた。この後しばらく、故障に悩んで低迷した時期があった。
1996年ウィンブルドン選手権に臨んだ時、クライチェクは世界ランキング13位であったが、「過去に芝生の大会で実績がないため」ノーシードで出場予定だったが、第7シードのトーマス・ムスターの欠場で第17シードとなる。その準々決勝で、クライチェクは大会4連覇を目指したピート・サンプラスを7-5, 7-6, 6-4のストレートで破る番狂わせを起こした。初めての決勝でマラビーヤ・ワシントンに6-3, 6-4, 6-3で勝利し、オランダ人の男子テニス選手として最初の4大大会優勝者となった(オランダ人女子テニス選手の4大大会シングルス優勝者は、1927年の全仏選手権で優勝したコルネリア・ボウマン1人だけである)。1993年から2000年までの8年間で、ウィンブルドン選手権でサンプラスを破った選手は、この1996年のクライチェク1人だけであった。サンプラスとの通算対戦成績は「6勝4敗」と相性が良かった。
翌年の1997年ウィンブルドン選手権で、大会前年優勝者のクライチェクは4回戦で地元期待のティム・ヘンマンに敗れてしまう。さらにその翌年の1998年ウィンブルドン選手権で2年ぶり2度目の準決勝に進出したが、ゴラン・イワニセビッチとの3-6, 4-6, 7-5, 7-6, 13-15の激戦の末敗れた。
クライチェクの現役最後の優勝は、2000年6月のゲリー・ウェバー・オープンである。2003年6月、地元ロスマーレン・グラスコート選手権1回戦敗退を最後に31歳で現役を引退した。現在は毎年2月に故郷のロッテルダムで行われるABNアムロ世界テニス・トーナメントのディレクターを務めている。
夫人のダフネ・デッカーズは有名な女優で、007シリーズの『トゥモロー・ネバー・ダイ』に出演したこともある。

## ATPツアー決勝進出結果

### シングルス: 26回 (17勝9敗)
| 大会グレード                                  |
| グランドスラム (1-0)                          |
| テニス・マスターズ・カップ (0-0)              |
| ATPマスターズシリーズ (2-4)                   |
| ATPインターナショナルシリーズ・ゴールド (5-3) |
| ATPインターナショナルシリーズ (9–2)           |

| サーフェス別タイトル |
| ハード (7–5)         |
| クレー (1-1)         |
| 芝 (3-1)             |
| カーペット (6-2)     |

| 結果   | No. | 決勝日         | 大会                 | サーフェス        | 対戦相手                   | スコア                            |
| ------ | --- | -------------- | -------------------- | ----------------- | -------------------------- | --------------------------------- |
| 優勝   | 1.  | 1991年4月8日   | 香港                 | ハード            | ウォリー・マスアー         | 6–2, 3–6, 6–3                     |
| 準優勝 | 1.  | 1992年4月13日  | 東京                 | ハード            | ジム・クーリエ             | 4–6, 4–6, 6–7(3-7)                |
| 優勝   | 2.  | 1992年8月10日  | ロサンゼルス         | ハード            | マーク・ウッドフォード     | 6–4, 2–6, 6–4                     |
| 優勝   | 3.  | 1992年11月16日 | アントワープ         | カーペット (室内) | マーク・ウッドフォード     | 6–2, 6–2                          |
| 準優勝 | 2.  | 1993年2月22日  | シュトゥットガルト   | カーペット (室内) | ミヒャエル・シュティヒ     | 6–4, 5–7, 6–7(4-7), 6–3, 5–7      |
| 優勝   | 4.  | 1993年8月9日   | ロサンゼルス         | ハード            | マイケル・チャン           | 0–6, 7–6(7-3), 7–6(7-5)           |
| 優勝   | 5.  | 1994年4月11日  | バルセロナ           | クレー            | カルロス・コスタ           | 6–4, 7–6(8-6), 6–2                |
| 優勝   | 6.  | 1994年6月13日  | スヘルトーヘンボス   | 芝                | カールステン・ブラーシュ   | 6–3, 6–4                          |
| 優勝   | 7.  | 1994年10月10日 | シドニー             | ハード (室内)     | ボリス・ベッカー           | 7–6(7-5), 7–6(9-7), 2–6, 6–3      |
| 優勝   | 8.  | 1995年2月27日  | シュトゥットガルト   | カーペット (室内) | ミヒャエル・シュティヒ     | 7–6(7-4), 6–3, 6–7(6-8), 1–6, 6–3 |
| 優勝   | 9.  | 1995年3月6日   | ロッテルダム         | カーペット (室内) | ポール・ハーフース         | 7–6(7-5), 6–4                     |
| 準優勝 | 3.  | 1995年8月21日  | ニューヘイブン       | ハード            | アンドレ・アガシ           | 6–3, 6–7(2-7), 3–6                |
| 準優勝 | 4.  | 1996年5月20日  | ローマ               | クレー            | トーマス・ムスター         | 2–6, 4–6, 6–3, 3–6                |
| 優勝   | 10. | 1996年7月9日   | ウィンブルドン       | 芝                | マラビーヤ・ワシントン     | 6–3, 6–4, 6–3                     |
| 準優勝 | 5.  | 1996年8月5日   | ロサンゼルス         | ハード            | マイケル・チャン           | 4–6, 3–6                          |
| 優勝   | 11. | 1997年3月10日  | ロッテルダム         | カーペット (室内) | ダニエル・バチェク         | 7–6(7-4), 7–6(7-5)                |
| 優勝   | 12. | 1997年4月21日  | 東京                 | ハード            | リオネル・ルー             | 6–2, 3–6, 6–1                     |
| 優勝   | 13. | 1997年6月23日  | ロスマーレン         | 芝                | ギヨーム・ラウー           | 6–4, 7–6(9-7)                     |
| 準優勝 | 6.  | 1997年10月27日 | シュトゥットガルト   | カーペット (室内) | ペトル・コルダ             | 6–7(6–8), 2–6, 4–6                |
| 優勝   | 14. | 1998年2月15日  | サンクトペテルブルク | カーペット (室内) | マルク・ロセ               | 6–4, 7–6(7-5)                     |
| 準優勝 | 7.  | 1998年8月10日  | トロント             | ハード            | パトリック・ラフター       | 6–7(3-7), 4–6                     |
| 優勝   | 15. | 1998年11月2日  | シュトゥットガルト   | ハード (室内)     | エフゲニー・カフェルニコフ | 6–4, 6–3, 6–3                     |
| 優勝   | 16. | 1999年3月1日   | ロンドン             | カーペット (室内) | グレグ・ルーゼドスキー     | 7–6(8-6), 6–7(5-7), 7–5           |
| 優勝   | 17. | 1999年3月29日  | マイアミ             | ハード            | セバスチャン・グロジャン   | 4–6, 6–1, 6–2, 7–5                |
| 準優勝 | 8.  | 1999年11月1日  | シュトゥットガルト   | ハード (室内)     | トーマス・エンクビスト     | 1–6, 4–6, 7–5, 5–7                |
| 準優勝 | 9.  | 2000年6月19日  | ハーレ               | 芝                | ダーヴィト・プリノジル     | 3–6, 2–6                          |

### ダブルス: 6回 (3勝3敗)
| 結果   | No. | 決勝日        | 大会           | サーフェス | パートナー           | 対戦相手                                                  | スコア        |
| ------ | --- | ------------- | -------------- | ---------- | -------------------- | --------------------------------------------------------- | ------------- |
| 準優勝 | 1.  | 1990年10月7日 | アテネ         | クレー     | トム・ケンパース     | セルヒオ・カサル ハビエル・サンチェス                     | 4–6, 3–6      |
| 準優勝 | 2.  | 1991年6月16日 | ロスマーレン   | 芝         | ヤン・シーメリンク   | ヘンドリク・ヤン・ダーヴィッツ ポール・ハーフース         | 3–6, 6–7      |
| 優勝   | 1.  | 1991年7月28日 | ヒルフェルスム | クレー     | ヤン・シーメリンク   | フランシスコ・クラベット マグヌス・グスタフソン           | 7–5, 6–4      |
| 優勝   | 2.  | 1993年3月21日 | マイアミ       | ハード     | ヤン・シーメリンク   | ジョナサン・スターク パトリック・マッケンロー             | 6–7, 6–4, 7–6 |
| 準優勝 | 3.  | 1994年4月3日  | エストリル     | クレー     | メノ・オースティング | クリスティアン・ブランディ フェデリコ・モルデガン         | 不戦敗        |
| 優勝   | 3.  | 1995年6月18日 | ロスマーレン   | 芝         | ヤン・シーメリンク   | ヘンドリク・ヤン・ダーヴィッツ アンドレイ・オルホフスキー | 7–5, 6–3      |

## 4大大会優勝
- ウィンブルドン 男子シングルス：1勝（1996年）

| 年     | 大会           | 対戦相手               | 試合結果      |
| ------ | -------------- | ---------------------- | ------------- |
| 1996年 | ウィンブルドン | マラビーヤ・ワシントン | 6-3, 6-4, 6-3 |

## 4大大会シングルス成績
略語の説明
| W | F | SF | QF | #R | RR | Q# | LQ | A | Z# | PO | G | S | B | NMS | P | NH |

W=優勝, F=準優勝, SF=ベスト4, QF=ベスト8, #R=#回戦敗退, RR=ラウンドロビン敗退, Q#=予選#回戦敗退, LQ=予選敗退, A=大会不参加, Z#=デビスカップ/BJKカップ地域ゾーン, PO=デビスカップ/BJKカッププレーオフ, G=オリンピック金メダル, S=オリンピック銀メダル, B=オリンピック銅メダル, NMS=マスターズシリーズから降格, P=開催延期, NH=開催なし.
| 大会           | 1991 | 1992 | 1993 | 1994 | 1995 | 1996 | 1997 | 1998 | 1999 | 2000 | 2001 | 2002 | 2003 | 通算成績 |
| -------------- | ---- | ---- | ---- | ---- | ---- | ---- | ---- | ---- | ---- | ---- | ---- | ---- | ---- | -------- |
| 全豪オープン   | 4R   | SF   | 2R   | A    | 2R   | 3R   | A    | A    | 3R   | 2R   | A    | A    | 2R   | 16–7     |
| 全仏オープン   | 2R   | 3R   | SF   | 3R   | 2R   | QF   | 3R   | 3R   | 2R   | 3R   | A    | A    | A    | 22–10    |
| ウィンブルドン | 3R   | 3R   | 4R   | 1R   | 1R   | W    | 4R   | SF   | 3R   | 2R   | A    | QF   | A    | 29–10    |
| 全米オープン   | 1R   | 4R   | 4R   | 2R   | 3R   | 1R   | QF   | 3R   | QF   | QF   | A    | 1R   | A    | 22–11    |

※: 1992年全豪準決勝の不戦敗と1997年全米3回戦の不戦勝は通算成績に含まない